# 荒町 (八戸市)
荒町（あらまち）は、青森県八戸市の地名。

## 地理
八戸市の中央部に位置し、北に稲荷町、東に廿三日町、南に鍛冶町・町組町・上徒士町、西に新荒町が面している。地区の面積は14695平方メートル。八戸市中心市街地の区域、長者地域に属する。

## 地名の由来
八戸町内風土記によると、「荒町という町名の”アラ”は、玄米または精米にまじっているモミの意味」と記され、藩政時代に米問屋が開かれたことが由来とされる。

## 歴史

### 沿革
- 1872年（明治5年）町村役人廃止により大区小区制による地方行政制度に改められる[8]。荒町は九大区二小区の42村の一つに含まれた[9]。
- 1889年（明治22年）4月1日 - 町村制施行。三戸郡八戸町に属する。
- 1929年（昭和4年）- 市制施行に伴い、八戸市に属する[10]。

## 世帯数と人口
| 字       | 世帯数 | 人口 |
| 大字荒町 | 41世帯 | 75人 |
| 合計     | 41世帯 | 75人 |